# Decidix
Decidix és una federació valenciana de partits de tendència blavera formada l'any 2021 a partir de les formacions Poble Democràtic, Acció Nacionalista Valenciana i Avant, membres de les quals havien format l'espai L'Encontre l'any anterior. Posteriorment s'hi han sumat altres formacions municipals com ara Sumant per Torrent, Gent per Benifaió, Valencians per Moncada, Independents per Montroy o Units per Gandia, així com alguns antics militants de Som Valencians.

## Resultats electorals
Decidix va participar en les eleccions a les Corts Valencianes del 2023, en les quals va obtindre 2.373 vots (0,10 %). També va presentar llistes a les eleccions d'alguns municipis, concentrats especialment en la comarca de l'Horta de València, i hi va obtindre un total de 3.938 vots (0,16 %) i cinc regidors.